# جان سفينسون
جان سفينسون هو لاعب كرة قدم سويدي، ولد في 27 أبريل 1944. لعب مع نادي هاماربي لكرة القدم ونادي يورغوردينس.

## وصلات خارجية
- جان سفينسون على موقع قاعدة بيانات كرة القدم.إي يو (الإنجليزية)
- جان سفينسون على موقع عالم كرة القدم.نت (الإنجليزية)